# IPTAtime

IPTAtime-Logo ab 1992

Das IPTAtime-System war das erste System, das zur Zeitmessung bei sportlichen Großveranstaltungen Laufchips einsetzte.
Bei diesem Verfahren wird der Zeitpunkt der Identifikation als Zeitmesswert übernommen.

## Entwicklung
Das IPTAtime-System ist eine Entwicklung aus Deutschland. Als Verfahren zum „Erfassen von Zwischen- und Endzeiten bei sportlichen Veranstaltungen mittels Transponder“ wurde es 1991 vom Privaten Institut für Physikalisch Technische Auftragsforschung GmbH (IPTA GmbH) in Ober-Ramstadt entwickelt und am 31. Dezember 1991 als Verfahrenspatent national angemeldet. Die internationale PCT-Anmeldung erfolgte am 14. November 1992 und wurde am 8. Juli 1993 unter der Nummer WO 93/13500 veröffentlicht. In den USA wurde das Patent am 9. Dezember 1997 unter der Nummer 5,696,481 erteilt. Mit dem IPTAtime-System wurde weltweit die erste Transponderzeitmessung bei Großveranstaltungen durchgeführt.

## Erster internationaler Einsatz

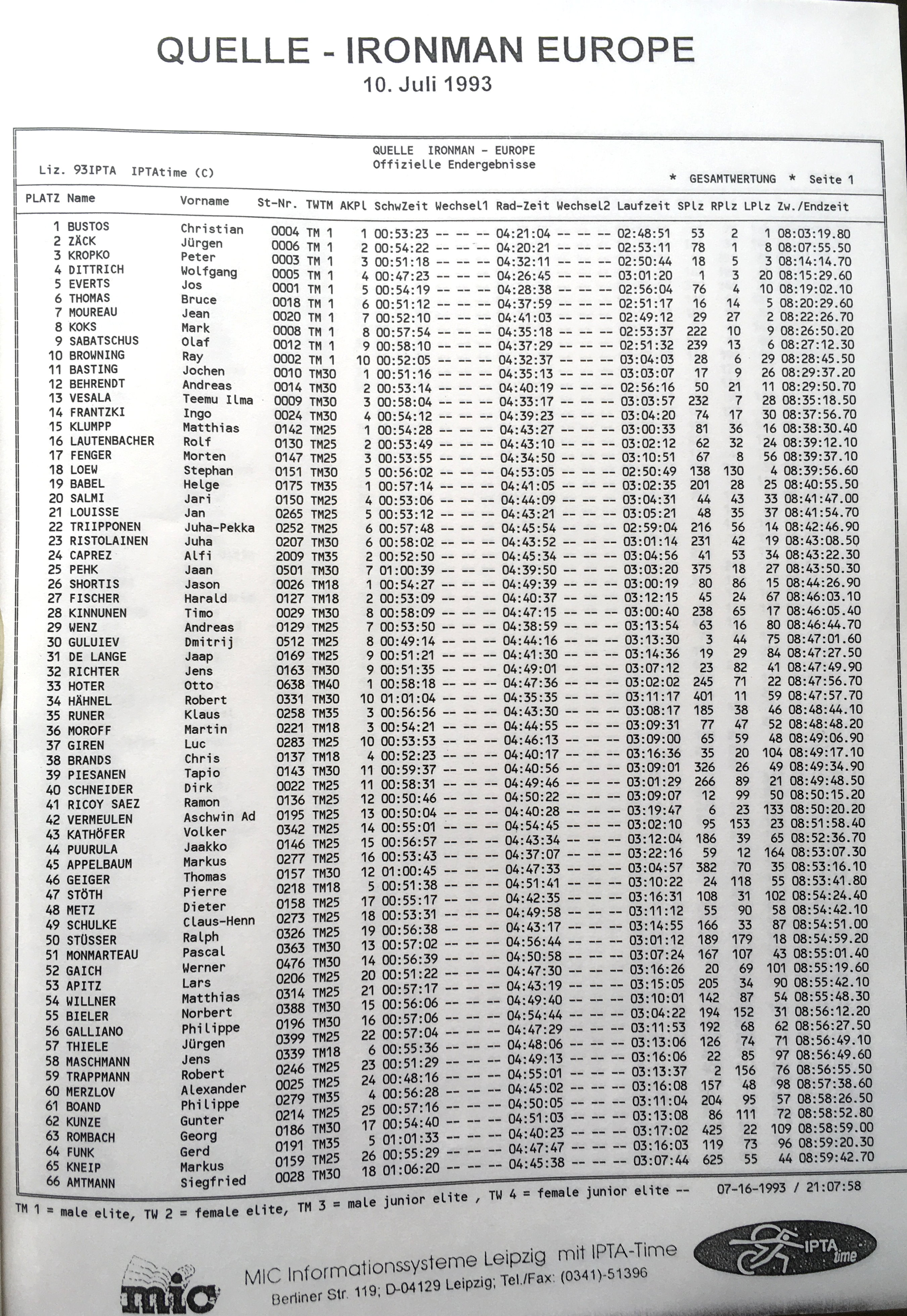
Seite 1 der Ergebnisliste des Ironman Europa 1993 mit dem Logo des Zeitsystems

Das Transponder-Zeitmessverfahren wurde unter dem Namen IPTAtime-System im Rahmen überregionaler Großveranstaltungen erstmals bei der Duathlon-Weltmeisterschaft am 7. Juni 1992 in Frankfurt am Main und bei den Triathlon-Weltmeisterschaft der Studenten am 23. August 1992 in Darmstadt eingesetzt.
Auf weiteren internationalen Veranstaltungen wurde das System eingesetzt, so unter anderem bei den IRONMAN EUROPE Roth 1993–1996.
Das Verfahren wird inzwischen weltweit in mehr oder minder abgewandelter Form bei allen Groß- und Mehrkampfveranstaltungen wie Marathon, Triathlon, Duathlon, Radrennen etc. eingesetzt. Bekannte Hersteller sind bibchip und ChampionChip.

## Prinzip
Ganz allgemein kann der Transponder zur automatischen Identifizierung von Personen eingesetzt werden. Dazu wird jeder Person, die an einer Veranstaltung teilnimmt, die eindeutige ID eines Transponders (Ziffernfolge, die der Transponder an eine Empfangseinheit sendet) zugeordnet. Der Teilnehmer muss den Transponder während der Veranstaltung am Körper tragen. Die Funktion des Transponders dient damit zunächst einmal der Identifikation. Erfasst man in geeigneter Weise gleichzeitig den Zeitpunkt der Identifikation, so erhält man eine Zeitmessung (Wettkampfzeit) für die identifizierte Person am jeweiligen Antennen-Standort (Startzeit, Zwischenzeiten oder Zielzeit). Der Vorteil der Transponder-Zeitmessung ist, dass insbesondere bei Groß- und Mehrkampfveranstaltungen die Zeitergebnisse sofort individuell den Teilnehmern zugeordnet werden können. Damit reduziert sich die Zeit für die Erstellung der Gesamtergebnislisten auf einen Bruchteil gegenüber der Bearbeitungszeit, die für herkömmliche Verfahren notwendig ist.

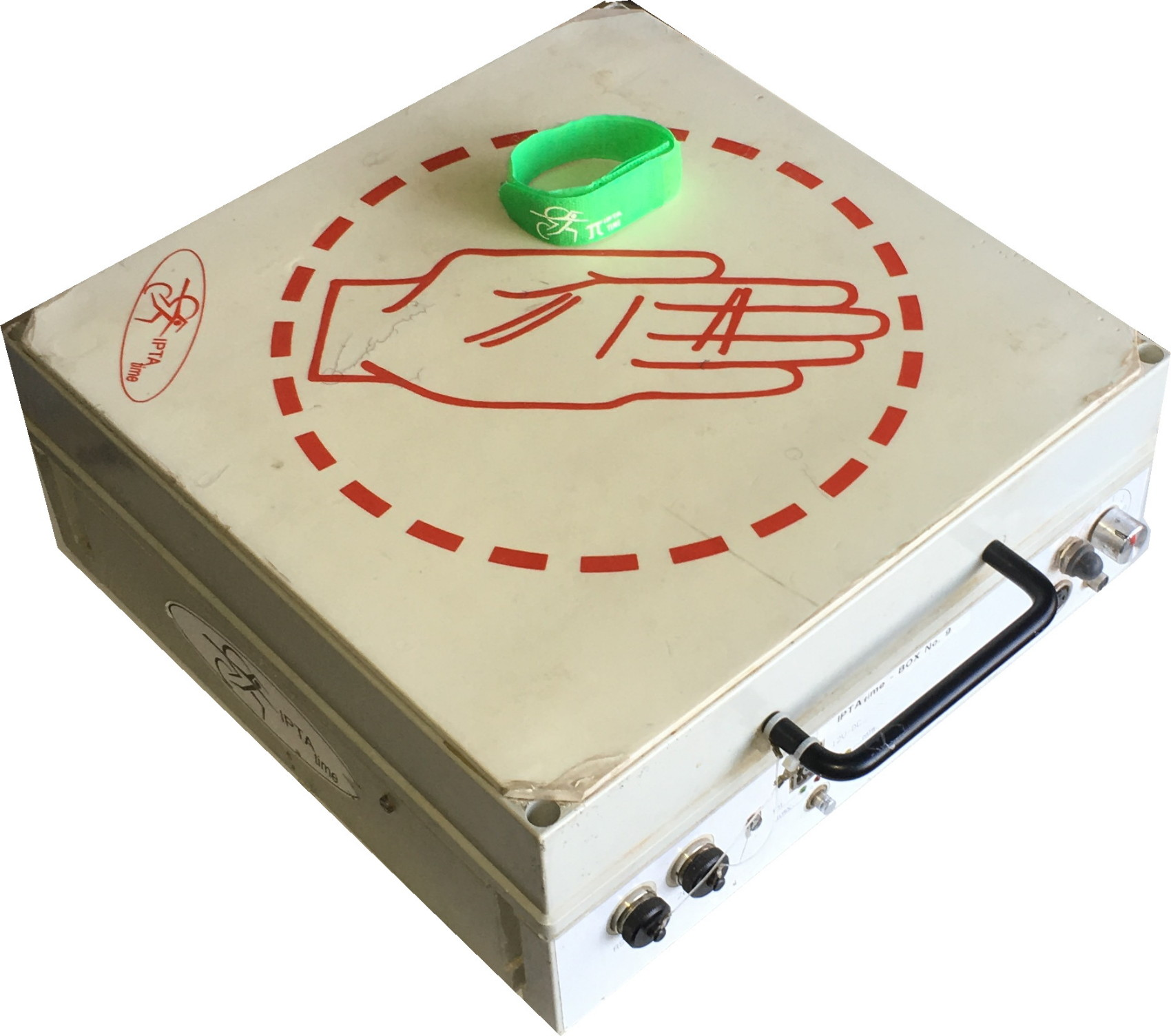
IPTAtime-Box mit grünem Transponderarmband

Ein für das Zeitmessverfahren einsetzbarer Transponder muss möglichst klein und leicht sein, damit der Sportler nicht behindert wird. Er muss einfach zu handhaben und einfach am Körper (z. B. Handgelenk, Fußgelenk, Startnummer) zu befestigen sein. Gleichzeitig muss die Sendereichweite ausreichend groß und die Sendegeschwindigkeit (Reaktionszeit im Bereich der Antenne) ausreichend schnell sein. Auch sollte der Transponder aus Kostengründen möglichst „wartungsfrei“ sein. Diese Randbedingungen wurden anfangs nur von den passiven Transpondern erfüllt. Inzwischen (2007) ist die Transpondertechnik jedoch so weit fortgeschritten, dass auch aktive Transponder klein und leicht gebaut werden. Aufgrund ihrer eigenen Stromversorgung durch Batterie oder Akku verfügen sie über eine wesentlich höherer Sendeleistung als die passiven Transponder und sind daher auch für schnelle Messungen (z. B. Radrennen) besonders geeignet. Nachteilig ist die notwendige Wartung durch Erneuern oder Laden der Stromversorgung.